# Dusona alpinator
Dusona alpinator là một loài tò vò trong họ Ichneumonidae.